# Universitatea de Stat din Moscova
Universitatea de Stat din Moscova M.V. Lomonosov (în rusă Московский государственный университет имени М. В. Ломоносова; abreviat USM, în rusă МГУ) este principala, una din cele mai vechi și cea mai mare universitate clasică din Rusia, un centru de știință și cultură națională. A fost înființată la Moscova în anul 1755 prin strădaniile lui Mihail Lomonosov, cu protecția contelui Ivan Ivanovici Șuvalov și printr-un ucaz al împărătesei Elisabeta.
Universitatea are 9 institute de cercetare științifică, 40 de facultăți, peste 300 de catedre și 6 filiale (5 dintre care sunt în alte țări CSI). Aici studiază 36 mii de studenți, 4 mii de doctoranzi și 10 mii de elevi la secțiile de pregătire, în total în jur de 50.000 de persoane. La universitate activează peste 4.000 de cadre didactice, 5.000 de cercetători științifici și aproximativ 15 mii de ingineri, laboranți, secretari și personal auxiliar. Universitatea dispune de 600 de clădiri și construcții, inclusiv clădirea principală de pe colinele Vorobiev, cu o suprafață totală de 100 ha. Teritoriul ocupat de Universitate la Moscova este de 206 ha, iar teritoriul nou, alocat suplimentar de primărie,  este de 120 ha. Universitatea are filiale la Sevastopol (Crimeea), Astana (Kazahstan), Tașkent (Uzbekistan), Baku (Azerbaidjan) și Dușanbe (Tadjikistan).

## Facultăți
- mecanică și matematică
- matematică și cibernetică
- fizică
- chimie
- fizico-chimică
- științele materialelor
- biologie
- medicină fuundamentală
- bioinginerie și bioinformatică
- pedologie
- geologie
- geografie
- juridică
- istorie
- filologie
- limbi străine
- școala superioară de traducători
- filozofie
- sociologie
- economie
- școala de economie
- școala superioară de business
- jurnalism
- Institutul Țărilor Asiei și Africii
- Institutul administrației de stat
- Școala superioară a administrării de stat
- psihologie
- arte
- procese globale
- politică internațională

## Instituții cu caracter științific
Universitatea dispune de
- Bibliotecă științifică
- Școală secundară specializată de fizică și matematică, întemeiată de matematicianul Andrei N. Kolmogorov
- Institut de antropologie
- Institut de fizică nucleară
- Institut de mecanică
- Institut de astronomie
- Institut de biologie fizico-chimică
- Institut de probleme teoretice ale microlumii
- Institut de cercetări matematice ale sistemelor compuse
- Institutul ruso-german de știință și cultură
- Cea mai veche grădină botanică din Rusia
- Muzeu geologic
- Muzeu de istorie
- Muzeu zoologic
- Arhiva Universității

## Absolvenți remarcabili

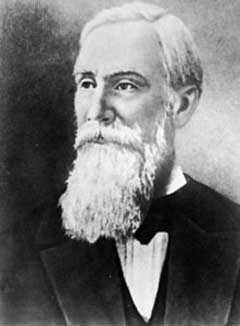
Pafnuti Cebîşev

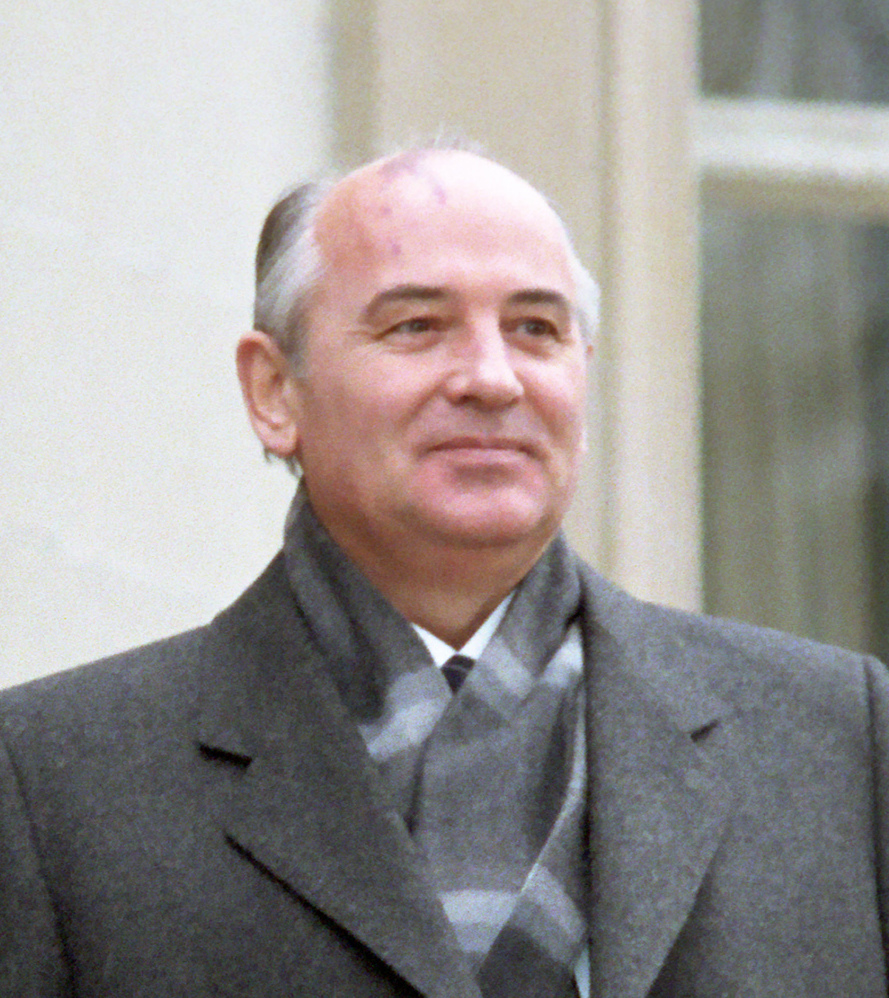
Mihail Gorbaciov

- Aleksandr Afanasiev
- Igor Akimușkin
- Constantin Aksakov
- Vladimir Albitzky
- Vasili Bajenov
- Nikolai Bantâș-Kamenskii
- Dmitrii Bantâș-Kamenskii
- Lev Berg
- Sergei Botkin
- Ion Buzdugan
- Maria Bulgaru
- Serghei Carpov
- Pafnuti Cebîșev
- Anton Cehov
- Ceslav Ciobanu
- Svetlana Coandă
- Vladimir Cristi
- Eugenia Crușevan
- Emilian Dobrescu
- Boris Florea
- Denis Ivanovici Fonvizin
- Alexandr Gherțen
- Vitali Ghinzburg
- Mihail Gorbaciov
- Mihail Grebencea
- Andrei Linde
- Nikolai Karamzin
- Andrei Kolmogorov
- Mihail Magnițkii
- Vsevolod Meierhold
- Sava Morozov
- Nikolai Pirogov
- Nikolai Sclifosovskii (Sclifos)
- Nikolai Stoletov
- Igor Tamm
- Cazimir Teodorcic
- Fiodor Tiutcev
- Ivan Turgheniev
- Zinaida Udaltova
- Ilia Frank
- Andrei Saharov
- Leonid Sedov
- Anatolie Vlasov
- Vladimir Steclov
- Alexei Abrikosov
- Igor Ternov
- Andrei Kapița
- Leonid Keldîș
- Eugeniu Grebenicov
- Gleb Uspenski
- Serghei Vavilov
- Vladimir Conduraru
- Gavriil Popov
- Victor Frunză
- Mihail Golu
- Mihail Părăluță
- Neculae Radu
- Pall Arpad